# 怪異與少女與神隱
《怪異與少女與神隱》是Nujima創作的青年漫畫，於2019年10月18日起在小學館旗下網上漫畫平台Yawaraka Spirits連載。2023年1月，宣佈將改編為電視動畫。

## 劇情簡介
喜愛怪異並立志成為作家的緒川菫子，在書店打工之餘持續創作，在她28歲生日那天，偶然收到那裡的店長給她一本神秘的詛咒之書，出於好奇並閱讀上面的一首短歌後，意外擁有返老還童的能力，卻也伴隨著相應代價。所幸在身上充滿謎團的童顏青年化野蓮協助下獲救，菫子發現他的真實身分並非尋常人，開始與化野兄妹一起蒐集各種怪異之物，將過程當作寫新小說的取材，共同解開城市中各種怪奇事件的故事。

## 登場角色

### 主要人物
緒川菫子（聲：菲魯茲·藍）
一位熱衷神秘學的28歲女作家。愛酒如命、打扮樸素、身材性感。15歲時憑藉自創的怪談小說《如犀牛角般獨自前進》獲得新人文學獎，但隨著年齡增長而在職業作家的目標努力發展時遇到各種困難，稿子總是遭到退回，靈感越來越少，寫出的內容也越加乏味，已超過10年不再以作家的身份活躍。一直在車站前的青綠書店打工，一邊利用業餘時間創作。28歲生日時偶然收到店長給她一本《逆偷竊之書》的詛咒之書，閱讀其中一段咒歌「月讀變若水」後，初次體驗返老還童、才思泉湧、卻險些因為詛咒失去性命的怪異現象。在化野蓮的幫助下恢复原型，因與詛咒的適配度過高，從而成為能夠無代價、自由進行返老還童的「變若人」，能變身為小孩或高中生姿態，變換同時也具有傷愈作用。會不由自主地幫助有困難的人，而後協助化野蓮調查一系列遇到的神秘事件，當作寫新小說的取材。
化野蓮（聲：山下大輝）
謎團重重的童顏青年。與堇子在同一家書店工作，與她在一起時總是非常健談。在欣賞堇子的同時，也是她小說的粉絲，期待她的新作品。對各種怪異現象了解很多，身上擁有不可思議的力量，似乎還擁有堇子不知道的秘密。真實身分是與乙一起從異界被神隱到現實世界來的異界人，在努力搜集怪異之物來為自己與乙換取回去異界的車票。即使並不是乙真正的哥哥，身體也開始日漸惡化，但還是發誓會將乙送回異界。
角色前身設計的靈感來源於《螢火蟲之墓》的主人公清太，而名字的靈感來源於日本妖怪小說家化野燐。
化野乙（聲：幸村惠理）
蓮的妹妹，黑長髮的美麗女孩，就讀高嶺女子學院中等部。相當親近哥哥。基於嫉妒而討厭堇子，總是以「裝嫩前輩」和「團地妻」稱呼她，直到後來因為屢次受她保護才有所改觀，並且容易親近給自己零食的人。同樣是被神隱到現實世界的異界人，有著和蓮一樣的眼睛，能夠看到怪異事物的跡象，但大多時間會感到害怕。
角色前身設計的靈感來源於《螢火蟲之墓》中清太的妹妹節子。

### 高嶺女子學院
畦目真奈美（聲：堀江由衣）
高嶺女子學院的女老師，會全力支持有夢想的學生。父母雙亡後由鄉下的外婆收養，因此口吻比較古板。作為擁有超自然力量的塵輪鬼後裔，因為兒時遭受過霸凌，因此對校內的霸凌行為相當敏感，同時也相當注意學生之間的打鬧。一度打算靠自身的超自然力量根除霸凌現象，在菫子和蓮的合作下從詛咒中解脫。但身上仍保留力量，頭上也長出了一對角，獲知堇子是「變若人」而選擇幫忙隱瞞作為感謝，從此成為她的協助者，將力量用於正途。
天地乃都香（聲：會澤紗彌）
乙的最好朋友。金色短雙馬尾，身材矮小。出生於高等家境，是高天原病院的千金，父母忙於工作期間受到家庭教師的嚴格教育。但本人並不想過大小姐的生活，嚮往自由、有唱歌才能的她夢想是成為偶像，並且成為VTuber「姬魚夜聞」的忠實粉絲來逃避現實壓力。
桑島麻里（聲：生田善子）
乙的朋友之一。身材高大，有一頭黑髮，父母家經營一間公共澡堂。外表看似清純，但內心十分悶騷。
赤根珠緒（聲：朝井彩加）
乙的朋友之一，暱稱「小珠」。有著短髮和深色皮膚，喜歡聊八卦。
宇佐美惠梨佳（聲：大地葉）
乙的朋友之一。

### 異界人
如月車站工作人員（聲：野澤雅子）
如月車站的售票處職員。經常跟化野蓮以咒物為貨幣交換車票。真實形象不明，只會以「滴血的上吊繩」之形象出面，但會讓人本能性地感到害怕。
田中／時空的大叔（聲：內田夕夜）
化野兄妹的協助者，在另一邊的世界過著自己的生活，職責是在現實與異界之間的縫隙中，幫助那些即將誤入異界的人們回去現實。
書籍公主（聲：三石琴乃）
堇子兒時誤入的「玉心堂書店」的女店長。給予過堇子許多指導以及書的見解，也是堇子開始寫小說的契機。後來伴隨著整間書店一同消失，蓮推測其真實身份是江戶時代愛讀書的「書籍公主」，法名為「玉心院」。

### 其他角色
早見雫（聲：高橋李依）
女僕咖啡廳AZURE的女僕長，22歲。由於與家人和同學相處困難而從鄉下搬來。正在不離不棄地尋找失蹤一年的摯友智子，源於孤獨童年是遇到智子才有所改變。但後來卻得知智子已遭紅衣小女孩附體，絕望之中本想自尋短見來與智子重逢，但被菫子和化野兄妹聯手拯救而擺脫詛咒，從此獲得紅衣小女孩的液化能力。事件解決後，決定勇敢活下去來紀念朋友以外，開始欣賞堇子並與她合作。
友子（聲：種崎敦美）
雫的兒時玩伴。性格活潑、受人歡迎，夢想成為美容師，加上與雫一樣跟家人相處困難而一起搬到大城市，卻不幸遭遇紅衣小女孩襲擊而失蹤長達一年。
姬魚夜聞（聲：大空直美）
有超過80萬註冊用戶的人氣VTuber。可愛的人魚公主形象加上助人為樂的個性，深受乃都香在內的大量粉絲歡迎。但隨著中之人花村美甘的隱退，從虛擬化身淪為怪異「神社姬」，存在於網路中繼續替粉絲加油打氣，卻也給他們帶來身體與精神上的負擔。最後被堇子與美甘一行人說服而認清錯誤，以自身化為力量、幫助美甘恢復行走能力。過程看似使她自我犧牲，但後來在乃都香變成「咒物」的平板電腦中重生，即使失去原來的記憶，成為堇子一行人的協助者。
花村美甘（聲：大空直美）
姬魚夜聞的中之人。12歲時被診斷出患有某種運動神經元疾病而失去步行能力，從而成為替粉絲加油打氣的VTuber。由於身體日漸虛弱之下被迫隱退，無意間造成夜聞的失控。不希望夜聞遭受非議，靠求助於堇子一行人而成功勸服夜聞，同時也得到夜聞的答謝，不但雙腿恢復健全、多年的疾病也被治愈。
鈴／貓王（聲：齋藤千和）
自封「貓王」的白色妖貓，形象是一名少女。一手掌握當地的所有怪異現象，將四處平息怪異的化野兄妹視為必須剷除的目標。
皆川咲良
自由職業攝影師。雖然外表像個小學生，但其實現年23歲。家裡養的黑貓「影虎」在八年前離開家失蹤，此後為了讓弟弟恭一朗重新開心，一直在外邊工作邊在外尋找影虎。
皆川恭一朗
咲良的弟弟。八年前目睹愛貓「影虎」跳著舞離開家後一去不回，一直怪罪著自己開門放牠出去，在接下來的八年期間陷入陰沉、不停地貼告示尋找牠。

## 出版書籍
| 卷數 | 小學館         | 小學館                 | 青文出版社    | 青文出版社             |
| 卷數 | 發售日期       | ISBN                   | 發售日期      | ISBN                   |
| ---- | -------------- | ---------------------- | ------------- | ---------------------- |
| 1    | 2020年4月10日  | ISBN 978-4-09-860559-0 | 2024年5月3日  | ISBN 978-6-26-383482-8 |
| 2    | 2020年10月12日 | ISBN 978-4-09-860749-5 | 2024年9月25日 | ISBN 978-6-26-399409-6 |
| 3    | 2021年5月12日  | ISBN 978-4-09-861021-1 | 2025年1月16日 | ISBN 978-626-422-000-2 |
| 4    | 2021年12月10日 | ISBN 978-4-09-861225-3 | 2025年7月9日  | ISBN 978-626-422-647-9 |
| 5    | 2023年1月12日  | ISBN 978-4-09-861617-6 | 2025年7月9日  | ISBN 978-626-422-783-4 |
| 6    | 2023年7月12日  | ISBN 978-4-09-861833-0 |               |                        |
| 7    | 2024年3月29日  | ISBN 978-4-09-862744-8 |               |                        |
| 8    | 2024年6月11日  | ISBN 978-4-09-862878-0 |               |                        |
| 9    | 2025年4月11日  | ISBN 978-4-09-863454-5 |               |                        |

## 電視動畫

### 主題曲
片頭曲

主唱：遊遊，作詞、作曲、編曲：Mafumafu
片尾曲

主唱：大淵野野花，作詞、作曲、編曲：Neru
插曲

主唱：
第9話：天地乃都香（會澤紗彌）
第10話：姬魚耶夢（大空直美）
作詞、作曲、編曲：小西香葉、近藤由紀夫
（第9話）
主唱：MOKA☆，作詞、作曲：不詳，編曲：小西香葉、近藤由紀夫

### 各話列表
| 話數   | 標題               | 劇本     | 分鏡              | 演出       | 作畫監督                                            | 總作畫監督      | 首播日期       |
| ------ | ------------------ | -------- | ----------------- | ---------- | --------------------------------------------------- | --------------- | -------------- |
| 第1怪  | 咒書與少女與生日   | 望月智充 | 望月智充          | 志賀岳     | 五十內祐輔                                          | 拓也 五十內祐輔 | 2024年 4月10日 |
| 第2怪  | 校舍與口水與團地妻 | 望月智充 | 岩永大慈          | 水野健太郎 | 小澤圓 東出太 真邊久輝 谷津美彌子                   | 拓也 中原清隆   | 4月17日        |
| 第3怪  | 角與霸凌與髮飾     | 望月智充 | 岩永大慈          | 門田英彦   | 權容祥                                              | 拓也            | 4月24日        |
| 第4怪  | 澡堂與打掃與驚喜   | 望月智充 | 安田好孝          | 小野田雄亮 | 東出太 加藤照代 南伸一朗                            | 拓也 中原清隆   | 5月1日         |
| 第5怪  | 內衣與點心與紅衣   | 望月智充 | 望月智充          | 志賀岳     | 五十內祐輔                                          | 五十內祐輔 拓也 | 5月8日         |
| 第6怪  | 怪異與女僕與大小姐 | 望月智充 | 門田英彥          | 門田英彥   | 權容祥                                              | 拓也            | 5月15日        |
| 第7怪  | 車站與剪刀與理髮   | 望月智充 | 松尾慎            | 中野敬太   | 月野無亞 吳村 森悅史 服部益實 飯飼一幸              | 中原清隆        | 5月22日        |
| 第8怪  | 書與不倫與美人魚   | 望月智充 | 安田好孝          | 真野玲     | 安田好孝 谷津美彌子 小澤圓 加藤照代 真邊久輝        | 拓也            | 5月29日        |
| 第9怪  | 夢與舞蹈與付喪神   | 望月智充 | 松尾慎            | 志賀岳     | 五十內祐輔                                          | -               | 6月5日         |
| 第10怪 | 演出與詛咒與中之人 | 望月智充 | 岩永大慈 安田好孝 | 宇都宮正記 | 安田好孝 南伸一郎 小澤圓 真邊久輝 東出太 谷津美彌子 | 拓也            | 6月12日        |
| 第11怪 | 貓與泳衣與黑法師   | 望月智充 | 松園公            | 杉井零時   | 權容祥                                              | 中原清隆        | 6月19日        |
| 第12怪 | 車票與影片與神隱   | 望月智充 | 望月智充          | 望月智充   | -                                                   | 五十內祐輔 拓也 | 6月26日        |

### BD＆DVD
| 卷數 | 發行日期      | 收錄話數       | 規格編號   | 規格編號   |
| 卷數 | 發行日期      | 收錄話數       | BD         | DVD        |
| ---- | ------------- | -------------- | ---------- | ---------- |
| 上   | 2024年7月24日 | 第1話 - 第6話  | ZMAZ-17581 | ZMSZ-17591 |
| 下   | 2024年8月28日 | 第7話 - 第12話 | ZMAZ-17582 | ZMSZ-17592 |

## 外部連結
- 漫畫官方網站 （日語）
- 電視動畫官方網站 （日語）